# Sacré Géranium
 (septembre 2023).
Motif : Parle-t-on d'un album ou d'un titre ?
Albums de Dick Annegarn
Polymorphose
(1974)
Dick Annegarn est le premier album du chanteur néerlandais d'expression française Dick Annegarn, sorti en 1974. L'album est souvent désigné par le titre de sa première chanson : Sacré Géranium.
Toutes les chansons sont écrites et composées par le chanteur. « Sacré géranium » célèbre la vie simple dans son jardin, tandis que plusieurs titres racontent des histoires tragiques (le « volet fermé » ensanglanté, l’« institutrice » qui s'est sans doute suicidée). Le narrateur du « grand dîner » attend en vain ses invités. Celui de « Bruxelles » rend un hommage doux-amer à la capitale de la Belgique. Enfin, « Ubu » est une chanson comique d'après le personnage d'Alfred Jarry.

## Liste des titres
| No  | Titre             | Durée |
| --- | ----------------- | ----- |
| 1.  | Sacré Géranium    | 2:41  |
| 2.  | La Transformation | 3:39  |
| 3.  | Le Grand Dîner    | 3:42  |
| 4.  | Bruxelles         | 2:28  |
| 5.  | Volet fermé       | 1:50  |
| 6.  | Faubert Waltz     | 2:32  |
| 7.  | Bébé éléphant     | 2:37  |
| 8.  | L'Univers         | 3:15  |
| 9.  | L'Institutrice    | 2:24  |
| 10. | L'Orage           | 4:57  |
| 11. | Ubu               | 1:36  |

## Production
- Paroles et musique : Dick Annegarn
- Arrangements : Jean Musy
- Prise de son : Paul Houdebine assisté de Philippe Puig
- Direction artistique : Jacques Bedos